# ベルサント・ツェリナ
ベルサント・ツェリナ（Bersant Celina、1996年9月9日 - ）は、ユーゴスラヴィア（現コソボ）・プリズレン出身のプロサッカー選手。サッカーコソボ代表。ポジションはMF。

## 経歴

### 初期
プリズレンで生まれ、2歳の時にノルウェーのドランメンに移住。2007年、地元クラブのストレームスゴトセトIFでプレーを始めた。2012年、マンチェスター・シティFCと2年のスカラシップを結んだ。

### マンチェスター・シティ
2014年7月1日、クラブと3年間のプロ契約にサインした。
2014年12月、過密程対策としてマヌエル・ペレグリーニ監督がトップチームに招集。2015年1月4日のFAカップ・シェフィールド・ウェンズデイFC戦で初のベンチ入り。
2015年1月、アカデミーのチームメイト数名と共に、ドバイで行われていたトップチームのミドルシーズンキャンプに参加した。21日に開催されたハンブルガーSVとのフレンドリーマッチで途中出場しトップチームデビュー。
2016年1月9日のFAカップ・ノリッジ・シティFC戦で公式戦デビュー。2月6日のレスター・シティFC戦でプレミアリーグデビューを果たすと、早速セルヒオ・アグエロのゴールをアシストした。2月21日のFAカップ・チェルシーFC戦で初スタメン。
2016年8月25日、エールディヴィジのFCトゥウェンテにレンタル移籍
2017年7月3日、チャンピオンシップのイプスウィッチ・タウンFCにレンタル移籍。

### スウォンジー・シティ
2018年7月31日、チャンピオンシップのスウォンジー・シティAFCに完全移籍。

### ディジョン
2020年9月9日、ディジョンFCOと4年契約を結んだ。
2021年8月31日、イプスウィッチにレンタルで復帰。
2022年8月2日、カスムパシャSKにレンタル移籍。
2023年1月26日、ストーク・シティFCにレンタル移籍 。

## 代表歴
当初はコソボ代表がFIFAに加入していないこともあって、ノルウェー代表を選択。UEFA U-17欧州選手権やUEFA U-21欧州選手権予選などにノルウェー代表として参加した
その後、コソボがFIFAに加入したことで変更を決断。2014年3月、コソボ代表の招集に応じた。2014年9月7日のオマーン戦で初キャップ。

## エピソード
2019年3月13日に行われたウェスト・ブロムウィッチ・アルビオンFC戦でのPKにおいてキッカーを任されたが、間違えて自らの軸足を蹴ってしまい失敗してしまうという場面が話題になった。